# Friedrich Groos
Friedrich Groos (Karlsruhe, 23 aprile 1768 – Eberbach, 15 giugno 1852) è stato un filosofo e psichiatra tedesco.

## Biografia
Inizialmente studiò diritto a Tubinga e Stoccarda, successivamente si interessò alla medicina. Dal 1792 studiò medicina a Friburgo in Brisgovia e Pavia, e dopo la laurea divenne Stadtphysikus a Karlsruhe. Dal 1805 al 1813 lavorò come medico in diverse sedi e nel 1814 diventò medico presso il manicomio e il Siechenanstalt a Pforzheim. Con il trasloco nel 1826 del manicomio di Pforzheim a Heidelberg, si trasferì in quest'ultima città, dove tenne anche lezioni di psichiatria.
Groos fu autore di diverse scritti di varie materie, come la filosofia, la medicina legale, la psichiatria e altri.
Durante il suo periodo di malattia, divenne profondamente interessato alla filosofia stoica. Come psichiatra, credette che la malattia mentale fosse dovuta a cause sia spirituali che mentali.

## Opere
- Betrachtungen über die moralische Freiheit und Unsterblichkeit, 1818.
- Über das homöopathische Heilprincip. Ein kritisches Wort, 1825.
- Untersuchungen über die moralischen und organischen Bedingungen des Irreseyns und der Lasterhaftigkeit, 1826.
- Entwurf einer philosophischen Grundlage für die Lehre von den Geisteskrankheiten, 1828.
- Ideen zur Begründung eines obersten Princips für die psychische Legalmedicin, 1829.
- Die Schellingsche Gottes- und Freiheitslehre vor den Richterstuhl der gesunden Vernunft gefordert, 1829.
- Der Weg durch den Vorhof der politischen Freiheit zum Tempel der moralischen Freiheit, 1849.